# Neocogniauxia monophylla
Neocogniauxia monophylla är en orkidéart som först beskrevs av August Heinrich Rudolf Grisebach, och fick sitt nu gällande namn av Rudolf Schlechter. Neocogniauxia monophylla ingår i släktet Neocogniauxia och familjen orkidéer.
Artens utbredningsområde är Jamaica. Inga underarter finns listade i Catalogue of Life.